# キャメロン・ボースウィック＝ジャクソン
キャメロン・ジェイク・ボースウィック=ジャクソン（Cameron Jake Borthwick-Jackson, 1997年2月2日 - ）は、イングランド・マンチェスター出身のサッカー選手。ポジションはディフェンダー。バートン・アルビオンFC所属。

## クラブ経歴
マンチェスターで生まれたボースウィック=ジャクソンは6歳だった2003年7月にマンチェスター・ユナイテッドのアカデミーに加入した。2013年9月16日に行われ、ボルトン・ワンダラーズ戦にトム・ローレンスと交代で出場し、リザーブチームデビューを果たした。2013-14シーズンはU-18のチームで22試合に出場し、FAユースカップ2試合に出場したキャメロンは2014年4月29日に行われたストーク・シティ戦ではゴールも記録した。
2014年7月、U-17のチームの一員としてミルクカップの5試合すべてに出場したボースウィック=ジャクソンは4-0で勝利した準決勝のパーティック・シッスル戦でゴールを挙げ、決勝のヴァンデ戦ではその試合唯一となるゴールを記録した。2014-15シーズンはU-18のチームでレギュラーとしてリーグ戦29試合中28試合に出場し、2015年1月31日に行われ、2-1で勝利したブラックバーン・ローヴァーズ戦ではU-18のリーグ戦では2ゴール目となるゴールを記録した。2015年5月2日に行われたチェルシー戦ではオウンゴールを献上し、チームも1-2で敗れた。
2015-16シーズンはU-21のチームでプレイし、2015年11月7日に行われたウェスト・ブロムウィッチ・アルビオン戦ではトップチームのメンバーに選ばれ、76分にマルコス・ロホと交代で出場し、トップチームデビューを果たした。
2018年7月28日、フットボールリーグ1のスカンソープ・ユナイテッドFCにレンタル移籍した。
2020年6月30日にマンチェスター・ユナイテッドFCとの契約を満了し、8月2日にオールダム・アスレティックFCにフリーで加入した。
2021年6月7日、バートン・アルビオンFCに移籍した。

## 代表経歴
ボースウィック=ジャクソンはU-16のイングランド代表として3試合、U-17のイングランド代表として6試合に出場している。2015年11月12日に行われたオランダ代表戦でU-19代表デビューを飾った。

## エピソード
同僚のバスティアン・シュバインシュタイガーの21文字を抜いて、ユナイテッドのトップチームで出場した選手の中で“最も長い名前の選手”という珍記録を樹立した（23文字）。なお、プレミアリーグ史上でも、元ハル・シティのヤン・フェネホール・オフ・ヘッセリンクと、元カーディフ・シティのケビン・テオフィル＝カテリンに並び最多タイの記録である。

## 個人成績
2015年12月12日現在
| 所属クラブ                   | シーズン     | リーグ | リーグ | カップ | カップ | リーグカップ | リーグカップ | UEFA主催 | UEFA主催 | 合計 | 合計   |
| 所属クラブ                   | シーズン     | 出場   | ゴール | 出場   | ゴール | 出場         | ゴール       | 出場     | ゴール   | 出場 | ゴール |
| ---------------------------- | ------------ | ------ | ------ | ------ | ------ | ------------ | ------------ | -------- | -------- | ---- | ------ |
| マンチェスター・ユナイテッド | 2015–16      | 10     | 0      | 3      | 0      | 0            | 0            | 1        | 0        | 14   | 0      |
| キャリア合計                 | キャリア合計 | 10     | 0      | 3      | 0      | 0            | 0            | 1        | 0        | 14   | 0      |

## タイトル

### クラブ
マンチェスター・ユナイテッド
- FAカップ 2015-16